# Wilhelmi Malmivaara
Wilhelmi Malmivaara, hette till 1900 Malmberg, född 13 februari 1854 i Lappo, död 12 januari 1922 i Lappo, var en finsk väckelseledare, prost och politiker. Han var son till Niilo Kustaa Malmberg och far till Väinö Malmivaara.
Malmivaara tog tillsammans med Juho Malkamäki och Magnus Rosendal ledningen över väckelsen. Han grundade 1888 tidskriften Hengellinen Kuukauslehti, samlade Siionin virret och Anders Achrenius Hengelliset laulut och skapade av dem en ny sångsamling. Tillsammans med Malkamäki och Rosendal grundade han 1892 bokförlaget Kustannus-oy Herättäjä. 
Malmivaara beskrivs om en utmärkt predikare.